# Procopio de Cesarea
Procopio de Cesarea (en griego Προκόπιος ὁ Καισαρεύς; en latín, Procopius Caesarensis; c. 500-c. 560) fue un destacado historiador bizantino del siglo VI, cuyas obras constituyen la principal fuente escrita de información sobre el reinado de Justiniano.

## Biografía
Aparte de su propia obra, la fuente más importante para el conocimiento de su biografía es el Suda, una enciclopedia bizantina del siglo X. Por desgracia, en ella apenas aparecen datos sobre los orígenes de Procopio. Se sabe, sin embargo, que era originario de la ciudad de Cesarea, en Palestina. Estudió los clásicos griegos y asistió a una escuela de derecho, probablemente la de Berytus (actual Beirut), famosa en su época. Fue rhetor (abogado), y en 527 se convirtió en asessor (consejero jurídico) de Belisario, que entonces comenzaba su brillante carrera militar contra vándalos, godos y persas. Con él se encontraba en el frente oriental cuando fue derrotado en la batalla de Calinico (531), y también fue testigo de cómo Belisario reprimió la rebelión de Niká en el año 532. Al año siguiente lo acompañó en su victoriosa expedición contra el reino vándalo del norte de África, donde participó en la conquista de Cartago. Allí menciona el cambio climático en los años 535 y 536. Cuando Belisario regresó a Constantinopla, Procopio permaneció en África, pero poco después volvió a reunirse con él con motivo de su campaña contra el reino ostrogodo de Italia. Allí fue también testigo de importantes acontecimientos, como el asedio de Roma por los ostrogodos, en 537-538, y la conquista de Rávena, capital del reino godo, por Belisario, en 540. A juzgar por lo escrito por Procopio en el libro VIII de sus Guerras y en la Historia secreta, las relaciones con Belisario debieron de haberse enfriado posteriormente; de hecho, parece ser que cuando Belisario regresó a Italia para enfrentarse con el nuevo rey ostrogodo, Totila, Procopio no participó en su expedición. En 542 se encontraba en Constantinopla, ya que describe la peste que sufrió la ciudad ese año.
Sobre la vida posterior de Procopio apenas se sabe nada, salvo que recibió el título de illustris en 560. Es posible que llegase a ser prefecto urbano de Constantinopla en 562-563 (en estos años hubo al menos un prefecto con su mismo nombre).

## Obra
Procopio es considerado por muchos el último historiador de la Antigüedad tardía. Escribió en griego clásico, tomando como modelos a Heródoto y a Tucídides. Su aticismo y purismo idiomático llega al extremo de dar una explicación de las palabras contemporáneas que utiliza: se siente obligado, por ejemplo, a explicar el significado cristiano de la palabra ecclesia, o a aclarar qué eran los monjes; pero, pese a todo este academicismo, su estilo es lúcido, vigoroso y lleno de imágenes. La obra de Procopio no abordó nunca el tema eclesiástico, aunque, según sus propias afirmaciones (en Historia secreta 26.18) proyectaba escribir una historia eclesiástica, seguramente según el modelo de Eusebio de Cesarea. 
Escribió una historia en ocho libros acerca de las guerras contra persas, vándalos y godos de la época de Justiniano, un panegírico de sus obras públicas y la Historia secreta, en la que afirma incluir todos los escándalos que no pudo consignar en sus obras oficiales.

### Historia de las guerras

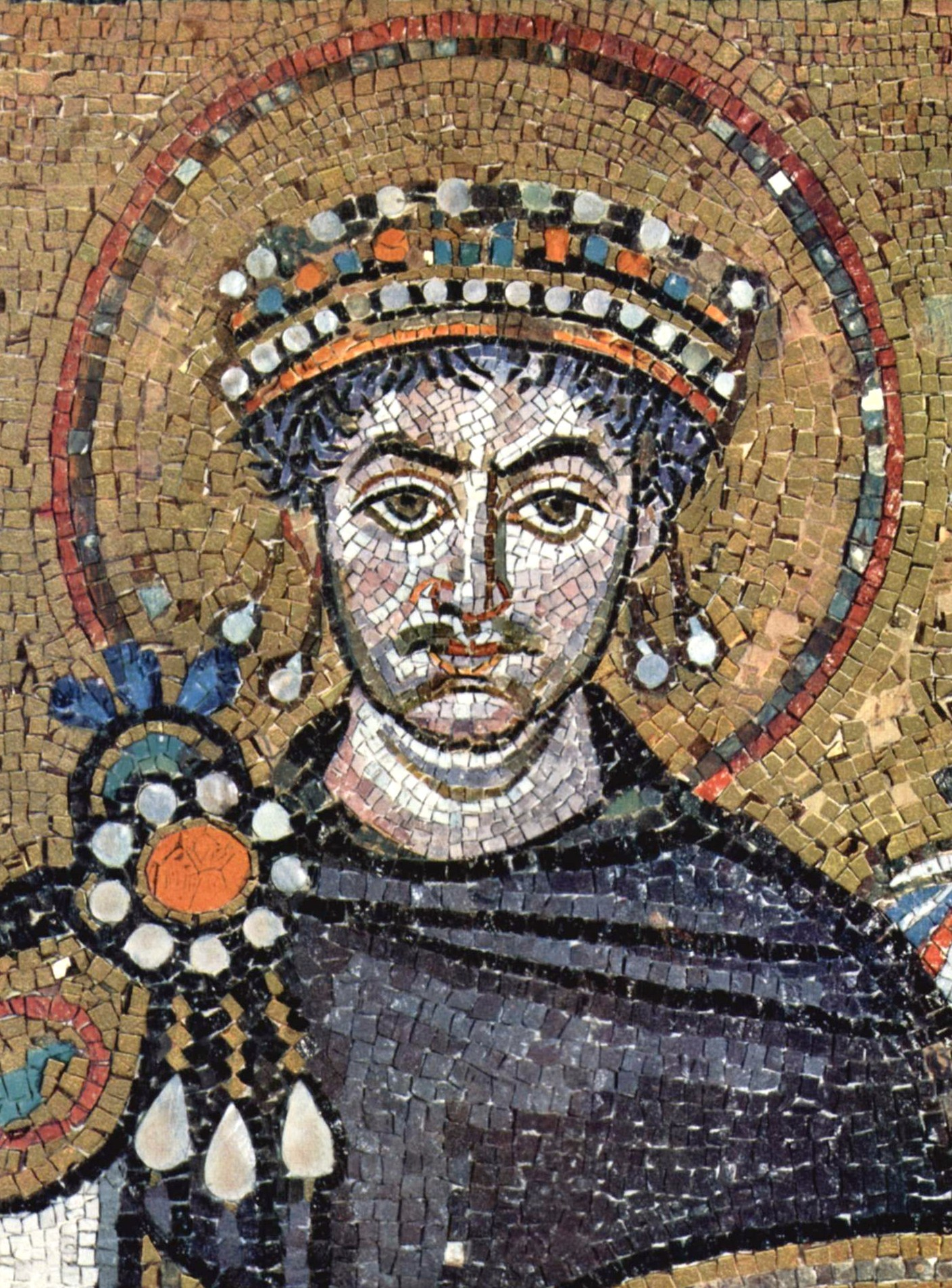
Justiniano I en el mosaico de la iglesia de San Vital, Rávena.

Historia de las guerras (gr. Ὑπὲρ τῶν πολέμων λόγοι; lat. De bellis) es una obra dividida en ocho libros acerca de las guerras libradas por el Imperio durante el reinado de Justiniano, de muchas de las cuales fue Procopio testigo presencial ya que era secretario de Belisario. Los primeros siete libros parecen haber sido concluidos hacia 545, pero fueron actualizados poco antes de su publicación, en 552, ya que incluyen referencias a acontecimientos de principios del año 551. Estos narran las campañas del general Belisario contra los sasánidas en el este (libros I y II), contra los vándalos  en el norte de África (libros III y IV) y contra los ostrogodos en Italia (libros V, VI, VII). Más tarde, Procopio añadió el libro VIII, que relata los hechos ocurridos hasta 553, tras la destrucción definitiva del reino ostrogodo por parte del eunuco Narsés.

### Sobre los edificios
Sobre los edificios (gr. Περὶ Κτισμάτων; lat. De aedificiis) es un panegírico sobre las numerosas obras públicas realizadas por el emperador Justiniano. Estructurado en seis libros, fue escrito seguramente en la segunda mitad de la década de 550, y se publicó en 561. En esta obra Justiniano es presentado como el prototipo de gobernante cristiano que levanta iglesias para acrecentar la gloria de Dios, fortifica la ciudad para la salvaguarda de sus súbditos y muestra una especial preocupación por el abastecimiento de agua. Una de las hipótesis por la cual se cree que Procopio hizo esta obra es que en la Historia de las guerras Justiniano no era mencionado y era eclipsado por las brillantes actuaciones de Belisario. Procopio, para ganarse el favor real, y tal vez a instigación suya, escribió esta obra laudatoria que, en efecto, agradó al emperador. Al margen de su función elogiosa, la obra contiene una rica documentación geográfica, topográfica y financiera y es una fuente valiosa para la historia económica y social del Imperio de Oriente.
Refiriéndose a la Provincia Spaniae establecida por Justiniano de 552 a 624 en el sur de la península Ibérica y Baleares, Procopio narra:

“También levantó allí un estimable templo a la Madre de Dios, vinculando a ella el umbral del Imperio y haciendo inexpugnable esta fortaleza para todo el género humano”.

### Historia secreta

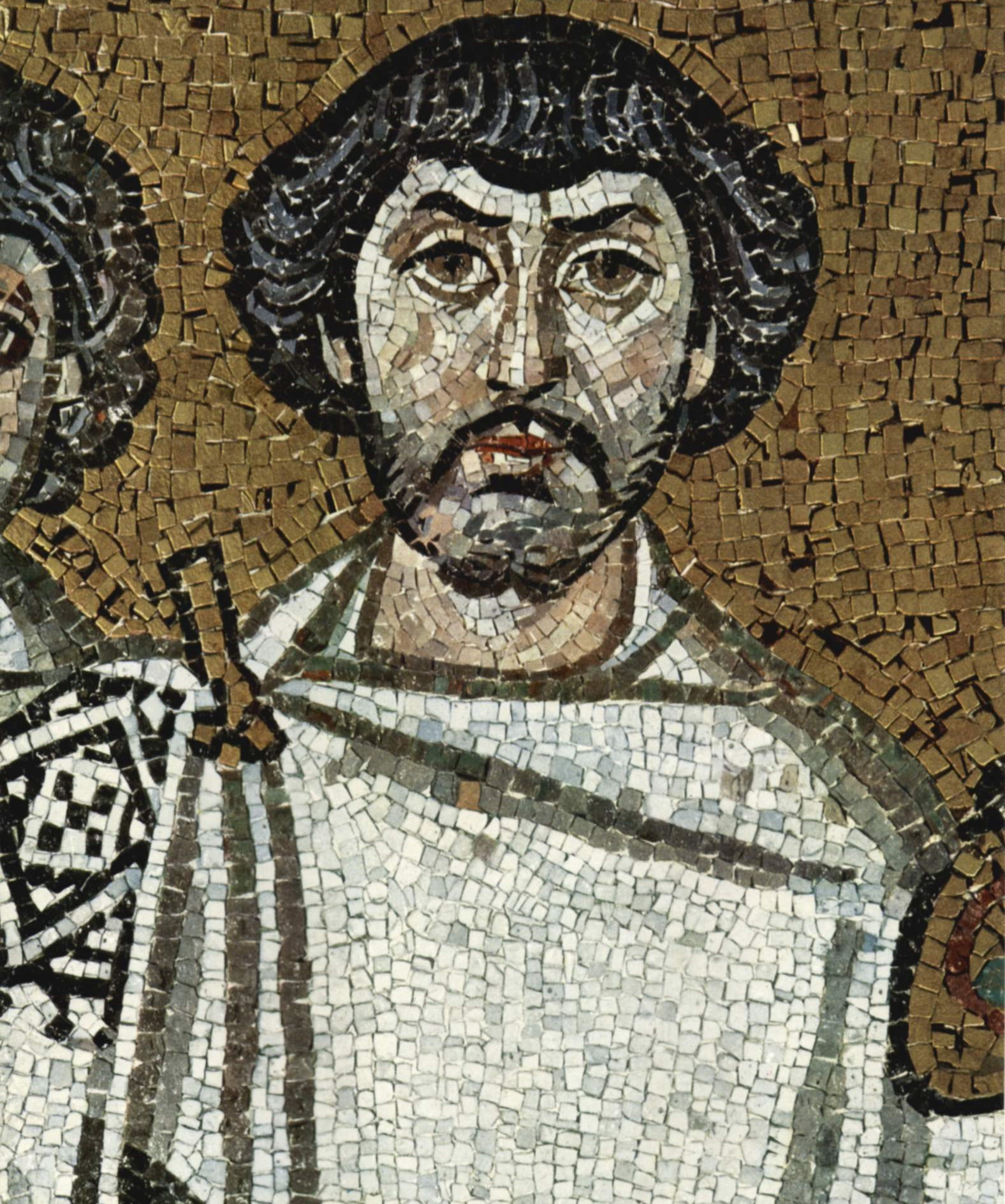
Belisario sería este personaje barbudo a la derecha del emperador Justiniano I en el mosaico de la iglesia de San Vital, que celebra la reconquista de Italia por el ejército romano bajo su liderazgo.

La obra más célebre de Procopio es, sin duda, la Historia secreta (gr. Ἀπόκρυφη Ἱστορία; lat. Historia Arcana). Aunque se menciona en el Suda, donde se le da el título griego de Ἀνέκδοτα ("Cosas no editadas"), fue el humanista Niccolò Alamanni, bibliotecario de la Vaticana, quien descubrió el único manuscrito y lo publicó en 1623 en Lyon. Cubre los mismos años que los siete primeros libros de las Guerras, y parece haber sido escrita después de la edición de dicha obra. La teoría más aceptada sitúa la fecha de su composición en torno al año 550, aunque otros autores prefieren una fecha tan tardía como 562. Según el autor, en la obra relata aquello que no estaba autorizado a escribir en sus obras oficiales por miedo a las represalias de Justiniano y Teodora.
La Historia secreta constituye una vitriólica invectiva contra el emperador Justiniano y su esposa Teodora, sin olvidar a su antiguo amigo Belisario y su mujer, Antonina. Las afirmaciones que hace sobre estos personajes —especialmente sobre Teodora— llegan a lo pornográfico. Contrasta fuertemente la visión que del emperador ofrece Procopio en su Sobre los edificios con el retrato aportado aquí, hasta el punto de que ha llegado a dudarse de que sea él el verdadero autor de la Historia secreta. El análisis del texto, sin embargo, corrobora fehacientemente esta atribución.
El libro se divide en dos partes, la segunda de las cuales es la que se consagra más enteramente a Justiniano. Belisario y el emperador aparecen como auténticas marionetas de las intrigas de sus esposas. Muchos años mayor que su esposo, Antonina, antaño bailarina y prostituta como Teodora, se habría enamorado del hijo que Belisario había adoptado poco después de su matrimonio, Teodosio. Fue amiga, aliada y compañera de abominaciones de Teodora; planeó deshacerse de su propio hijo Focio, que había tenido en su primer matrimonio, usó la magia para dominar a su esposo Belisario, quien al enterarse de sus excesos se los perdonó todos y llegó incluso a matar a los esclavos que habían denunciado su adulterio y asesinó además a uno de sus amigos, el general Constantino, que había expresado su compasión por él. Es más, si Belisario hubiera cruzado el Tigris podría haber conquistado Ctesifonte, capital del imperio Sasánida, pero decidió parar la campaña contra los persas en 541 solo para regresar a Constantinopla con su esposa. Admirado como el genio militar de las guerras de Justiniano, Belisario también es descrito como un ser corrupto y venal durante la campaña de Italia y débil, pusilánime y cobarde cuando cayó en desgracia ante Justiniano, víctima de las intrigas fraguadas por Teodora a instancias de Antonina, por entonces separada de su esposo a causa de sus engaños y promiscuidad. Procopio retrata a Justiniano como un personaje brutal, venal, pródigo e incompetente, y llega a compararlo con el tiránico emperador Domiciano. En cuanto a Teodora, ella era solo una exprostituta cuya vulgaridad e impulsos sexuales se revelaban en cada detalle, sin mencionar su crueldad, carencia de sentimientos maternales y veleidosos y volátiles sentimientos.
Lo que parece ser la segunda parte del libro trata del reinado de Justiniano. El hombre que parecía a primera vista piadoso, accesible, honesto y de modales irreprochables, se describe allí como hierático, fanático y sanguinario perseguidor de herejes. Procopio lo hace responsable de «miles de miles» de muertes innecesarias, tanto entre sus soldados como entre sus enemigos, denuncia la confiscación de los bienes de los senadores tras la revuelta de Niká y lo acusa de haber esquilmado la economía del país con sus devaluaciones de la moneda, llegando a calificarlo de «príncipe de los demonios», «demonio con apariencia humana» y «demonio encarnado».
Todas estas supuestas intrigas sedujeron al escritor Robert Graves, quien ya había escrito dos novelas sobre las intrigas de la Roma imperial (Yo, Claudio y Claudio el dios y su esposa Mesalina), inspiradas en Suetonio, de forma que Procopio le inspiró una tercera, El conde Belisario (1938).
Los escritos históricos de Procopio sobre el reinado de Justiniano fueron continuados por Agatías, un jurista que escribió Sobre el reinado de Justiniano, donde se abarca el período desde 552 hasta 558.